# Qatar Airways
Qatar Airways – katarskie narodowe linie lotnicze, z siedzibą w Dosze. Początkowo głównym węzłem linii był port lotniczy Doha. Po jego zamknięciu w 2014 został nim port lotniczy Hamad.
Linia realizuje połączenia do 181 portów lotniczych w 86 krajach na wszystkich kontynentach z wyjątkiem Antarktydy.

## Historia
Linie zostały założone 22 listopada 1993, prowadzenie działalności rozpoczęły 20 stycznia 1994.

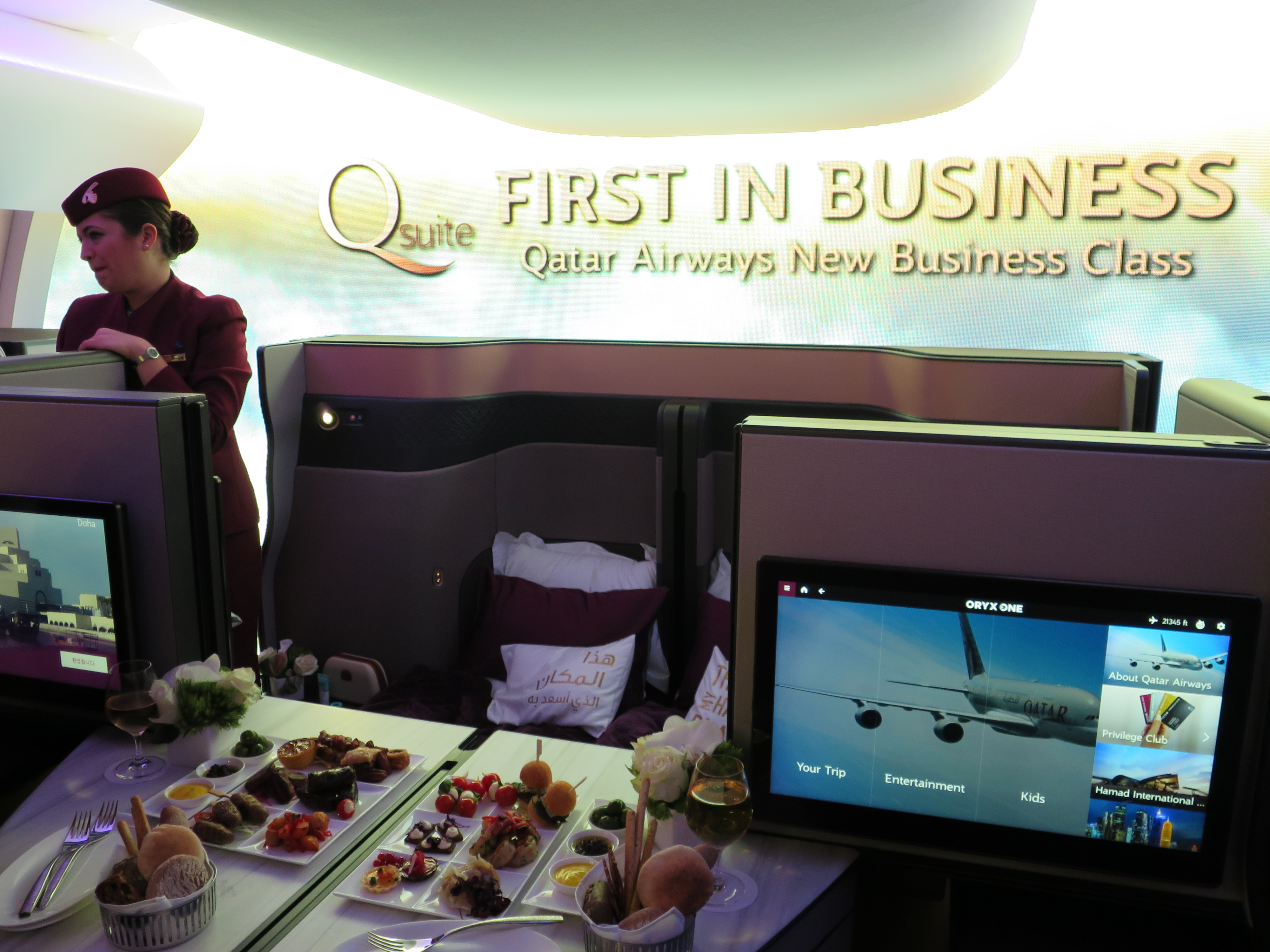
Qatar Airways "Qsuite" Business Class 2017

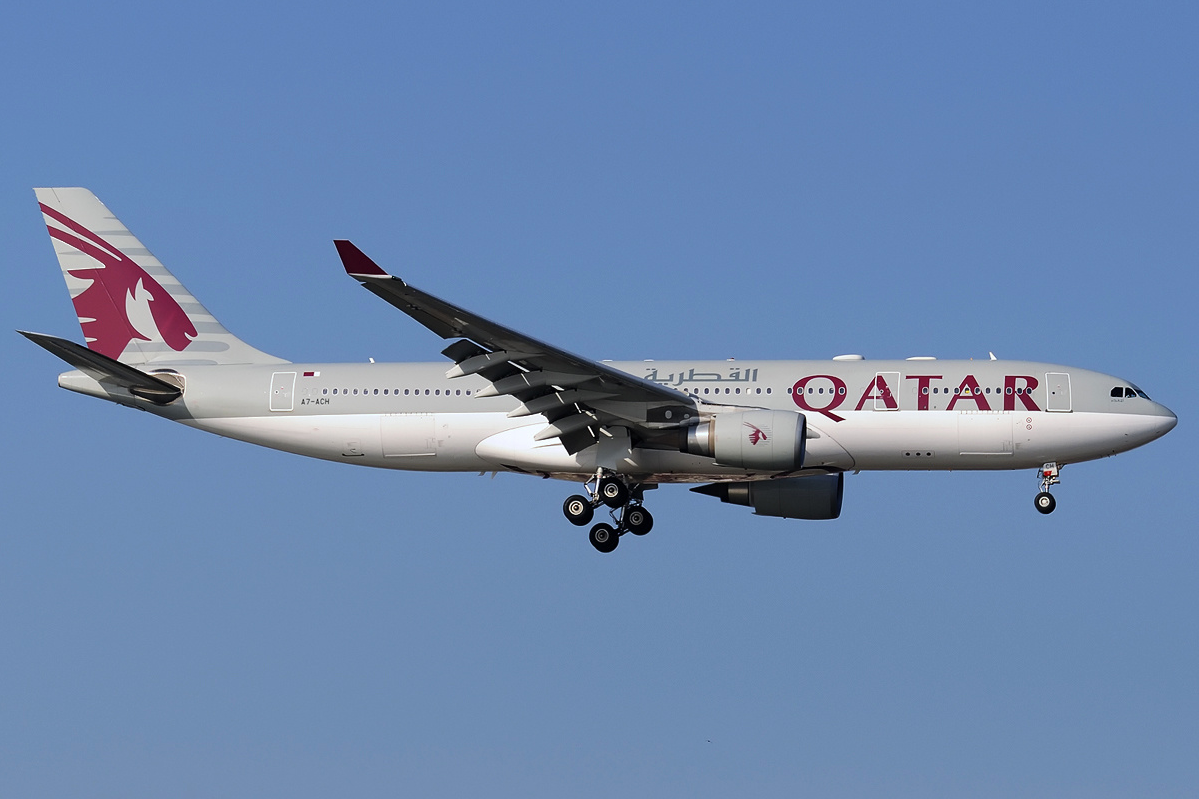
Airbus A330-200 w grudniu 2013

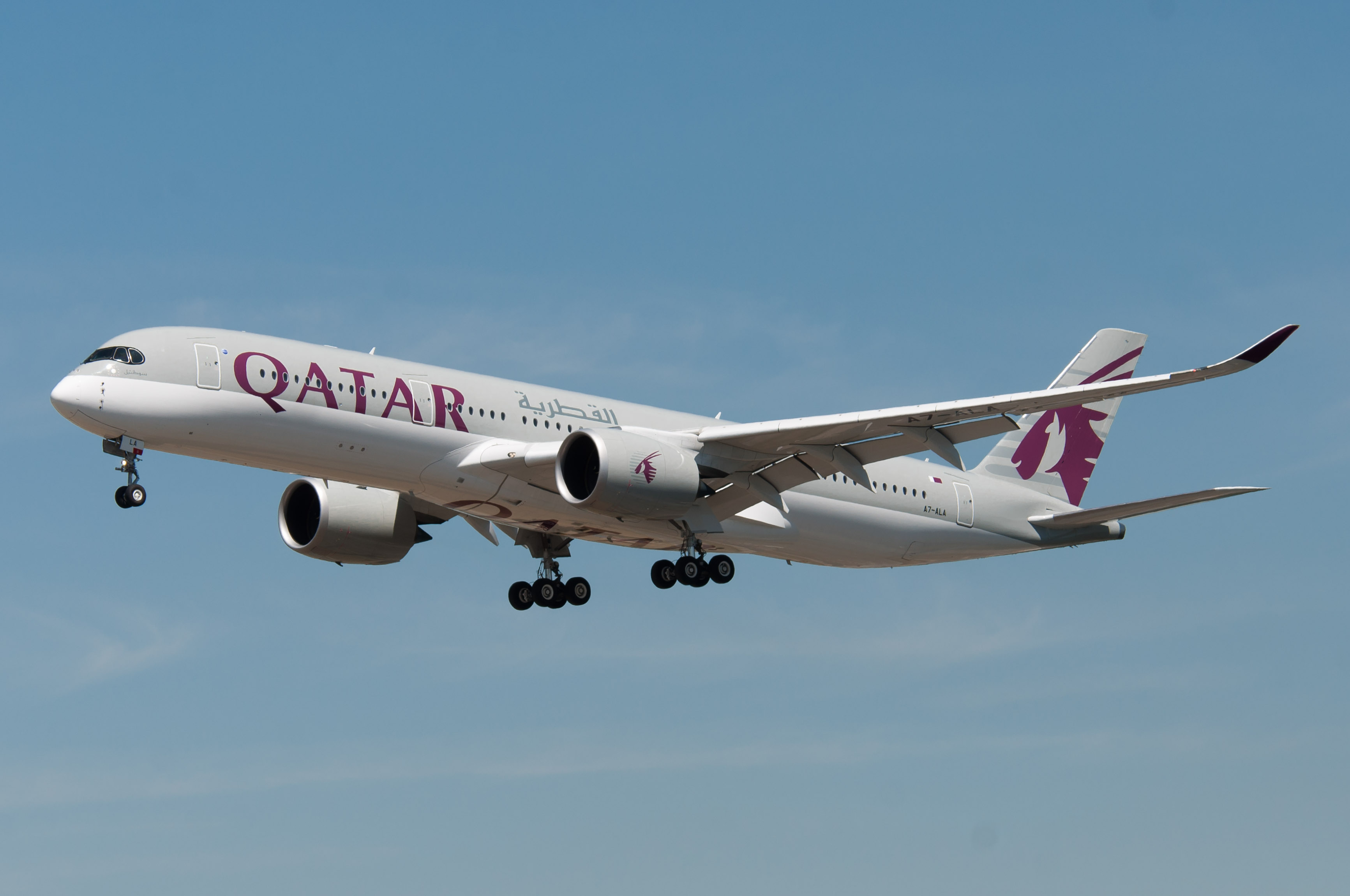
Airbus A350-900 w lipcu 2015

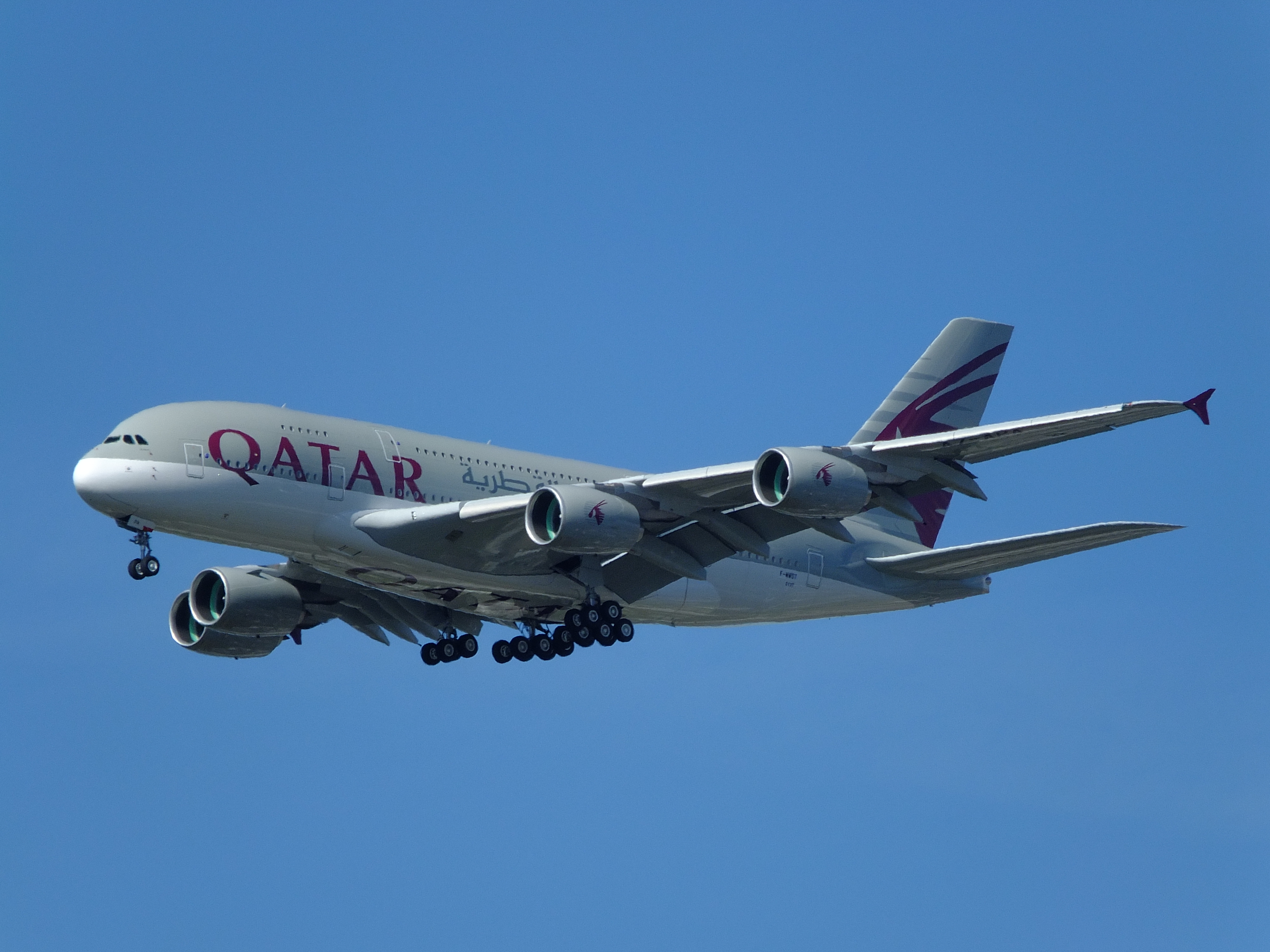
Airbus A380-800 w kwietniu 2014

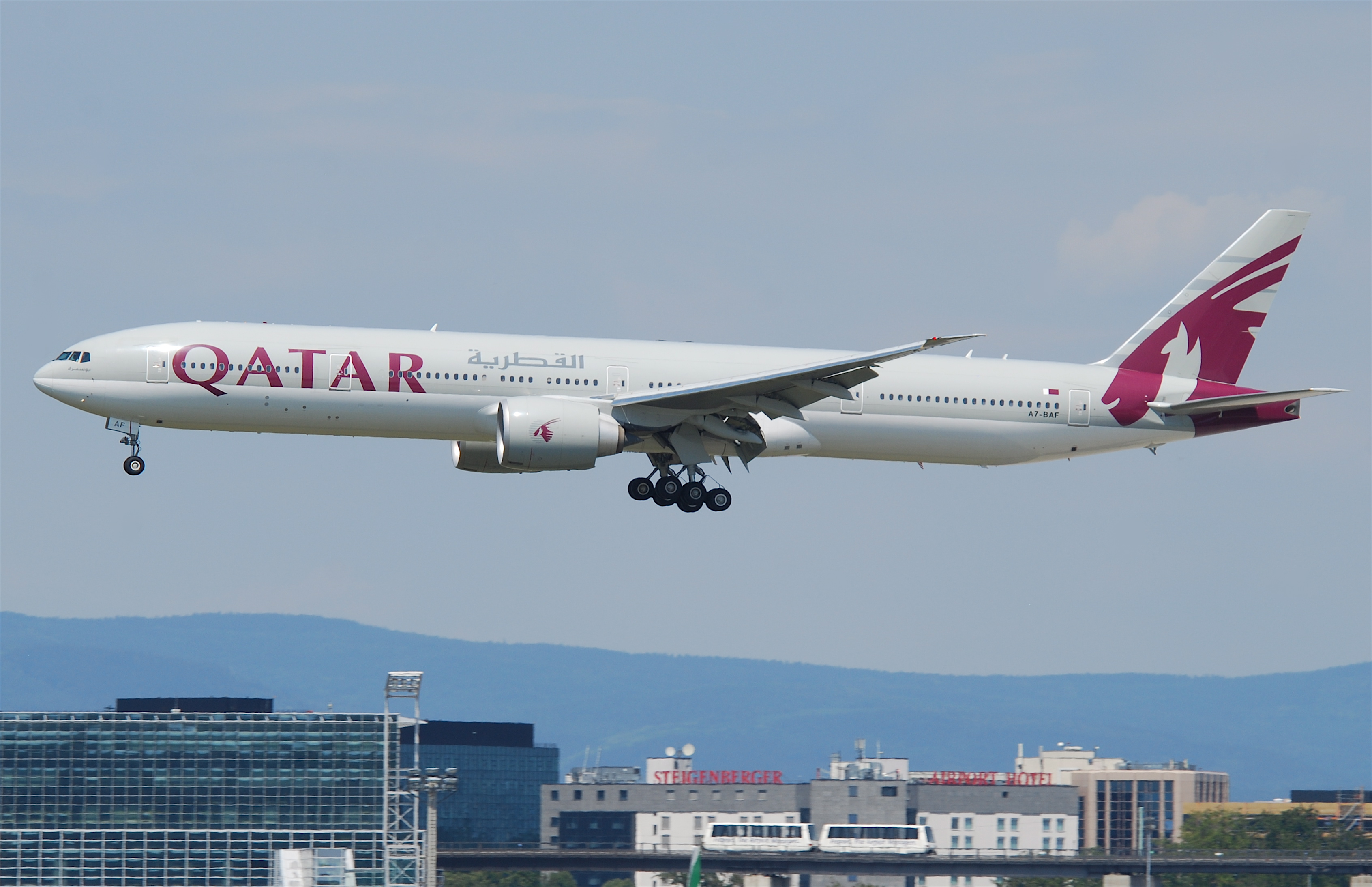
Boeing 777-300ER w lipcu 2011

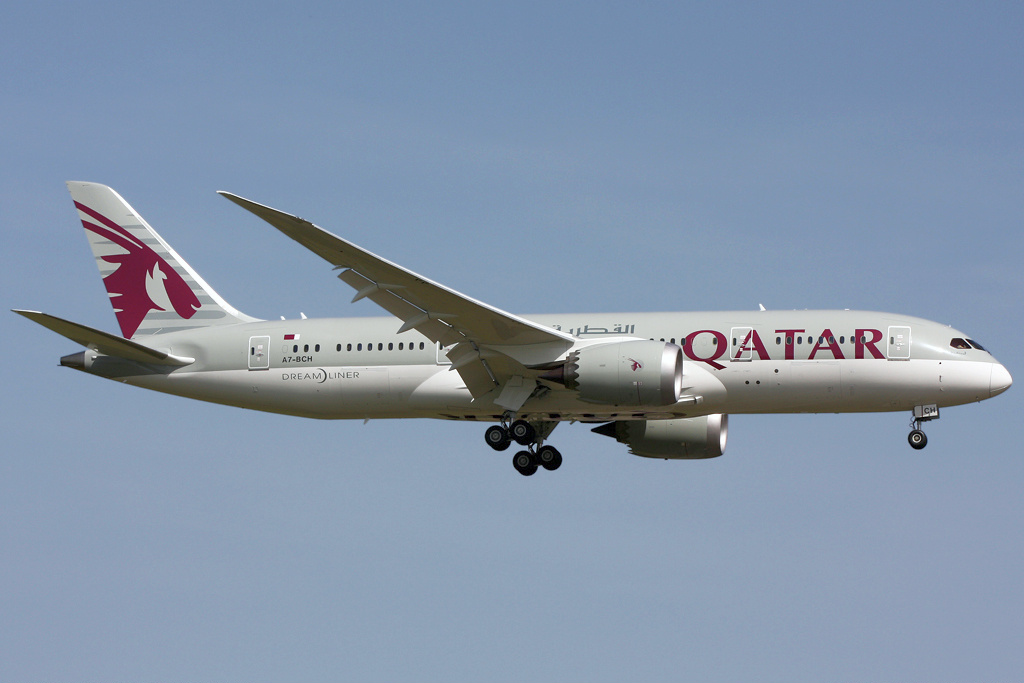
Boeing 787-8 w marcu 2014

Qatar Airways otrzymały 5 gwiazdek w rankingu The Official 5-Star Airline Ranking. Qatar Airways wygrały plebiscyty brytyjskiej agencji konsultingowej Skytrax na najlepszą linię lotniczą świata w latach 2011, w 2012, 2015 i 2017.
W 2013 wstąpiły do sojuszu linii lotniczych Oneworld.
5 lutego 2017 uruchomiono najdłuższe połączenie lotnicze na świecie - loty na trasie Doha – Auckland. Odległość ponad 14,5 tys. km jest pokonywana w 16 godz.10 min. do Nowej Zelandii oraz 17 godz. 45 min. w podróż powrotną do Kataru.
W latach 2013–2017 linie sponsorowały klub FC Barcelona.
Pod koniec 2014 Qatar Airways jako pierwszy przewoźnik na świecie odebrały Airbusa A350-900, a w lutym 2015 zainicjowały komercyjne loty tego modelu.

## Powiązania
Do Qatar Airways, poza szeregiem spółek z Kataru należy 20% koncernu International Airlines Group oraz 10% akcji w południowoamerykańskim koncernie LATAM.
Qatar Airways oferują połączenia Codeshare z następującymi liniami lotniczymi: American Airlines, Asiana AirlinesAzerbaijan Airlines, Cathay Pacific, Comair, Bangkok Airways, British Airways, GOL, Japan Airlines, JetBlue, Malaysia Airlines, Middle East Airlines, SNCF, Royal Air Maroc, Royal Jordanian, S7 Airlines, SriLankan Airlines, SUN-AIR of Scandinavia, Vueling, Finnair i Air Botswana.

## Qatar Airways w Polsce
Od grudnia 2012 Qatar Airways obecne są w Polsce oferując z lotniska Chopina w Warszawie loty do stolicy Kataru. Początkowo, loty do Międzynarodowego Lotniska Hamad obsługiwały samoloty wąskokadłubowe Airbus A320-200, które zabierały na pokład 144 pasażerów. Była to pierwsza pięciogwiazdkowa linia lotnicza obecna na lotnisku Chopina w Warszawie. Od 1 lutego 2013 loty między Warszawą a stolicą Kataru odbywają się codziennie. Od 1 lipca 2016 do obsługi trasy Warszawa – Doha wprowadzony został szerokokadłubowy samolot Airbus A330-200, który jest zdolny pomieścić 260 pasażerów.
Qatar Airways w lutym 2013 uruchomiły swoje europejskie Biuro Obsługi Klienta w Polsce, we Wrocławiu.
W sezonie zimowym 2018/2019 lot wieczorny obsługiwany był samolotem typu Boeing 787-8 Dreamliner. Od czerwca 2019 połączenie jest obsługiwanie samolotem Airbus A350-900.

## Flota
Według stanu na maj 2025 flota Qatar Airways składała się z 271 samolotów, w tym 28 dedykowanych do transportu cargo, o średnim wieku 9,7 lat:
| Samolot                 | Samolot | Samolot   | Liczba miejsc | Liczba miejsc | Liczba miejsc | Liczba miejsc | Uwagi                       |
| Model                   | Aktywne | Zamówione | F             | B             | E             | Łącznie       | Uwagi                       |
| ----------------------- | ------- | --------- | ------------- | ------------- | ------------- | ------------- | --------------------------- |
| Airbus A320-200         | 27      | -         | -             | 12            | 120           | 132           | Wycofanie planowane po 2026 |
| Airbus A320-200         | 27      | -         | -             | 12            | 132           | 144           | Wycofanie planowane po 2026 |
| Airbus A321neo          | -       | 50        |               |               |               |               | Dostawa planowana od 2026   |
| Airbus A330-200         | 3       | -         | -             | 24            | 236           | 260           |                             |
| Airbus A330-300         | 9       | -         | -             | 24            | 265           | 289           |                             |
| Airbus A330-300         | 9       | -         | -             | 30            | 275           | 305           |                             |
| Airbus A350-900         | 34      | -         | -             | 36            | 247           | 283           |                             |
| Airbus A350-1000        | 24      | 3         | -             | 46            | 281           | 327           |                             |
| Airbus A350-1000        | 24      | 3         | -             | 24            | 371           | 395           |                             |
| Airbus A380-800         | 8       | -         | 8             | 48            | 461           | 517           |                             |
| Boeing 737 MAX 8        | 9       | -         | -             | 8             | 168           | 176           |                             |
| Boeing 737 MAX 10       | -       | 25        |               |               |               |               |                             |
| Boeing 777-200          | 7       | -         | -             | 42            | 230           | 272           |                             |
| Boeing 777-200          | 7       | -         | -             | 42            | 234           | 276           |                             |
| Boeing 777-300ER        | 57      | -         | -             | 42            | 312           | 354           |                             |
| Boeing 777-300ER        | 57      | -         | -             | 42            | 316           | 358           |                             |
| Boeing 777-300ER        | 57      | -         | -             | 24            | 388           | 412           |                             |
| Boeing 777-300ER        | 57      | -         | -             | 37            | 302           | 339           |                             |
| Boeing 777-300ER        | 57      | -         | 6             | 53            | 237           | 296           |                             |
| Boeing 777-9            | -       | 60        |               |               |               |               | Dostawa planowana od 2025   |
| Boeing 787-8            | 31      | -         | -             | 22            | 232           | 254           |                             |
| Boeing 787-9            | 22      | 8         | -             | 30            | 281           | 311           |                             |
| Qatar Airways Executive |         |           |               |               |               |               |                             |
| Airbus A319-100         | 2       | -         |               |               |               |               | Konfiguracja VIP            |
| Airbus A320-200         | 1       | -         |               |               |               |               | Konfiguracja VIP            |
| Airbus A340-200         | 1       | -         |               |               |               |               | Konfiguracja VIP            |
| Airbus A340-300         | 1       | -         |               |               |               |               | Konfiguracja VIP            |
| Gulfstream G700         | 6       | -         |               |               |               |               | Konfiguracja VIP            |
| Qatar Airways Cargo     |         |           |               |               |               |               |                             |
| Boeing 777F             | 28      | 1         |               |               |               |               |                             |
| Łącznie                 | 269     | 147       |               |               |               |               |                             |